# Listă de guvernatori ai statului Wisconsin, Statele Unite ale Americii

Harta regiunilor geografice ale statului.

Pagina este o listă de guvernatori ai statului american Wisconsin (după anul 1848).  
| #  | Nume                     | Partid politic | Termen/ Mandat    |
| -- | ------------------------ | -------------- | ----------------- |
| 1  | Nelson Dewey             | Democrat       | 1848 – 1852       |
| 2  | Leonard J. Farwell       | Whig           | 1852 – 1854       |
| 3  | William A. Barstow       | Democrat       | 1854 – 1856       |
| 4  | Arthur MacArthur, Sr.    | Democrat       | 1856 – 1856       |
| 5  | Coles Bashford           | Republican     | 1856 – 1858       |
| 6  | Alexander Randall        | Republican     | 1858 – 1862       |
| 7  | Louis Harvey             | Republican     | 1862 – 1862       |
| 8  | Edward Salomon           | Republican     | 1862 – 1864       |
| 9  | James Lewis              | Republican     | 1864 – 1866       |
| 10 | Lucius Fairchild         | Republican     | 1866 – 1872       |
| 11 | Cadwallader Washburn     | Republican     | 1872 – 1874       |
| 12 | William R. Taylor        | Democrat       | 1874 – 1876       |
| 13 | Harrison Ludington       | Republican     | 1876 – 1878       |
| 14 | William E. Smith         | Republican     | 1878 – 1882       |
| 15 | Jeremiah McLain Rusk     | Republican     | 1882 – 1889       |
| 16 | William Hoard            | Republican     | 1889 – 1891       |
| 17 | George Wilbur Peck       | Democrat       | 1891 – 1895       |
| 18 | William Upham            | Republican     | 1895 – 1897       |
| 19 | Edward Scofield          | Republican     | 1897 – 1901       |
| 20 | Robert M. La Follette Sr | Republican     | 1901 – 1906       |
| 21 | James Davidson           | Republican     | 1906 – 1911       |
| 22 | Francis McGovern         | Republican     | 1911 – 1915       |
| 23 | Emanuel Philipp          | Republican     | 1915 – 1921       |
| 24 | John Blaine              | Republican     | 1921 – 1927       |
| 25 | Fred Zimmerman           | Republican     | 1927 – 1929       |
| 26 | Walter J. Kohler Sr.     | Republican     | 1929 – 1931       |
| 27 | Philip La Follette       | Progresist     | 1931 – 1933       |
| 28 | Albert Schmedeman        | Democrat       | 1933 – 1935       |
| 29 | Philip La Follette       | Progresist     | 1935 – 1939       |
| 30 | Julius Heil              | Republican     | 1939 – 1943       |
| 31 | Walter Samuel Goodland   | Republican     | 1943 – 1947       |
| 32 | Oscar Rennebohm          | Republican     | 1947 – 1951       |
| 33 | Walter J. Kohler Jr      | Republican     | 1951 – 1957       |
| 34 | Vernon Wallace Thomson   | Republican     | 1957 – 1959       |
| 35 | Gaylord Nelson           | Democrat       | 1959 – 1963       |
| 36 | John W. Reynolds         | Democrat       | 1963 – 1965       |
| 37 | Warren Knowles           | Republican     | 1965 – 1971       |
| 38 | Patrick Joseph Lucey     | Democrat       | 1971 – 1977       |
| 39 | Martin J. Schreiber      | Democrat       | 1977 – 1979       |
| 40 | Lee S. Dreyfus           | Republican     | 1979 – 1983       |
| 41 | Tony Earl                | Democrat       | 1983 – 1987       |
| 42 | Tommy Thompson           | Republican     | 1987 – 2001       |
| 43 | Scott McCallum           | Republican     | 2001 – 2003       |
| 44 | Jim Doyle                | Democrat       | 2003 – 2011       |
| 45 | Scott Walker             | Republican     | 2011 – 2019       |
| 46 | Tony Evers               | Democrat       | 2019 – în funcție |